# Froilán Díaz
Froilán Díaz de Llanos, O.P., (León, siglo XVII - Madrid, 1709) fue un religioso dominico español, confesor de Carlos II, que fue perseguido por la Inquisición por haber dirigido los exorcismos destinados a liberar al rey de los hechizos bajo los que supuestamente se hallaba.

## Biografía

### Confesor y exorcista del rey
De familia hidalga, tomó los hábitos en el convento de San Pablo, de Valladolid. Siendo catedrático de prima en la Universidad de Alcalá de Henares, en 1698 fue nombrado confesor del rey Carlos II, en sustitución de Pedro Matilla, y miembro del Consejo de la Suprema Inquisición.
Convencido de que el frágil estado de salud del rey era debido a un hechizo, Díaz dirigió los exorcismos que sobre su persona se llevaron a cabo entre 1698-99 bajo la supervisión del inquisidor general Juan Tomás de Rocabertí. A través de la correspondencia mantenida con Antonio Álvarez Argüelles, antiguo compañero de Díaz residente en Asturias que en esos tiempos llevaba a cabo un exorcismo sobre tres monjas supuestamente endemoniadas en un convento de Cangas de Tineo. Díaz y Rocabertí fingieron interrogar a los demonios, los cuales declararon que Carlos II era efectivamente víctima de un maleficio del cual eran responsables importantes personalidades de la corte, entre ellas la reina Mariana de Neoburgo y el valido Manuel Joaquín Álvarez de Toledo, conde de Oropesa. También estuvo presente en los rituales que el capuchino napolitano Mauro Tenda ofició sobre el rey.

### Procesado por la Inquisición
Habiendo llegado a oídos de la reina las acusaciones que sobre ella se hacían, exigió el relevo de Díaz. Éste fue designado por Carlos II para ocupar la diócesis de Ávila, pero tras la muerte de Rocabertí en junio de 1699, el sucesor de éste, Baltasar de Mendoza y Sandoval, obstaculizó la toma de posesión de Díaz en el obispado y ordenó su arresto por la Inquisición bajo el cargo de herejía; el Tribunal de la Suprema dictaminó que no existían motivos para su detención.
Descontento con el veredicto y dispuesto a imponer su voluntad, el inquisidor Mendoza dispuso arbitrariamente la jubilación de los consejeros Juan de Arzamendi, Antonio Zambrana y Juan Miguélez y el destierro del secretario Domingo de la Cantolla y ordenó que Díaz fuese recluido en Valladolid. Éste, sin embargo, huyó a Roma, pero los oficios de Mendoza consiguieron su detención en Italia y posterior traslado a Cartagena, donde en un nuevo proceso fue nuevamente absuelto por el tribunal inquisitorial de Murcia. A pesar de esto, la tenaz persecución de Mendoza le llevó a ser apresado por el Santo Oficio y encerrado en el colegio de Santo Tomás de Madrid.

### Liberación
Muerto el rey Carlos II en 1700, se desató en España la guerra de sucesión, en la que las fuerzas borbónicas partidarias de Felipe V se enfrentaron a los austracistas del archiduque Carlos. En 1704 el nuevo rey Felipe V dispuso el relevo de Mendoza de su puesto de gran inquisidor, receloso de sus simpatías hacia la facción austracista, y Díaz fue liberado de su cautiverio y rehabilitado en el Consejo de la Inquisición.

## Obras
Dejó escritos dos tratados de temática eclesiástica:
- Philosophia naturalis: per quaestiones et artículos diuisa iuxta mentem (1692)[4] y

- De generatione et corruptione tractatus: per quaestiones et artículos diuisa iuxta mentem (Valladolid, 1699).[5]

En 1837, el dramaturgo Antonio Gil de Zárate estrenó su obra teatral "Carlos II el hechizado", donde Díaz aparece representado como un personaje hedonista, libidinoso y tiránico, lo que provocaría la reacción de uno de sus descendientes en defensa de la memoria de Froilán Díaz.
| Predecesor: Pedro Matilla | Confesor del rey Carlos II 1698 - 1699 | Sucesor: Nicolás Torres Palmota |